# Бешевлярово
Бешевлярово (баш. Бишәүҙәр) — деревня в Салаватском районе Республики Башкортостан Российской Федерации. Входит в состав Аркауловского сельсовета.

## География

### Географическое положение
Находится на правом берегу реки Юрюзани. Рядом с деревней в Юрюзань впадает река Бажа.
Расстояние до:
- районного центра (Малояз): 32 км,
- центра сельсовета (Аркаулово): 3 км,
- ближайшей ж/д станции (Кропачёво): 61 км.

## Население
| 2002 | 2009 | 2010 |
| ---- | ---- | ---- |
| 265  | ↘249 | ↘220 |

Национальный состав
Согласно переписи 2002 года, преобладающая национальность — башкиры (95 %).